# Цепкохвостые дикобразы
Цепкохвостые дикобразы (лат. Coendou) — род млекопитающих семейства американских дикобразов (Erethizontidae).

## Внешний вид и строение
Длина головы и тела 300—600 мм, хвоста 330—450 мм. Взрослые могут весить более 4 кг. Хвост хватательный. Волосы длинные, но игл полностью не скрывают.

## Распространение
Этот род встречается от восточной Панамы до Аргентины, а на восток через Бразилию к Гвиане.

## Виды
База данных Американского общества маммологов (ASM Mammal Diversity Database) признаёт 16 видов цепкохвостых дикобразов:
- Coendou baturitensis
- Coendou bicolor — Двухцветный дикобраз
- Coendou ichillus — Перуанский дикобраз[3]
- Coendou insidiosus — Бразильский дикобраз, или суринамский дикобраз[3]
- Coendou longicaudatus
- Coendou melanurus
- Coendou mexicanus — Мексиканский дикобраз[5]
- Coendou nycthemera
- Coendou prehensilis — Цепкохвостый дикобраз
- Coendou pruinosus
- Coendou quichua
- Coendou roosmalenorum — Бразильский дикобраз[3]
- Coendou rufescens — Амазонский дикобраз
- Coendou speratus
- Coendou spinosus — Колючий дикобраз, или парагвайский дикобраз[3]
- Coendou vestitus — Венесуэльский дикобраз, или бурый дикобраз[3]